# Bajerówka (Żory)
Bajerówka – peryferyjna część miasta Żory, położona w rejonie alei Jana Pawła II, na południe od centrum Żor. 